# Няняк
Няняк (в'єтнам. nhã nhạc, 雅樂 — «елегантна музика»), також хюеська придворна музика — це найпопулярніша форма в'єтнамської придворної музики. 
Придворна музика В'єтнаму дуже різноманітна, але термін «nhã nhạc» відноситься лише до тієї частини в'єтнамської музики, що виконувалася у проміжку між правліннями династії Чан 13-го століття та династії Нгуєн 20-го століття. Вершини свого розвитку няняк досягла при правління останніх.

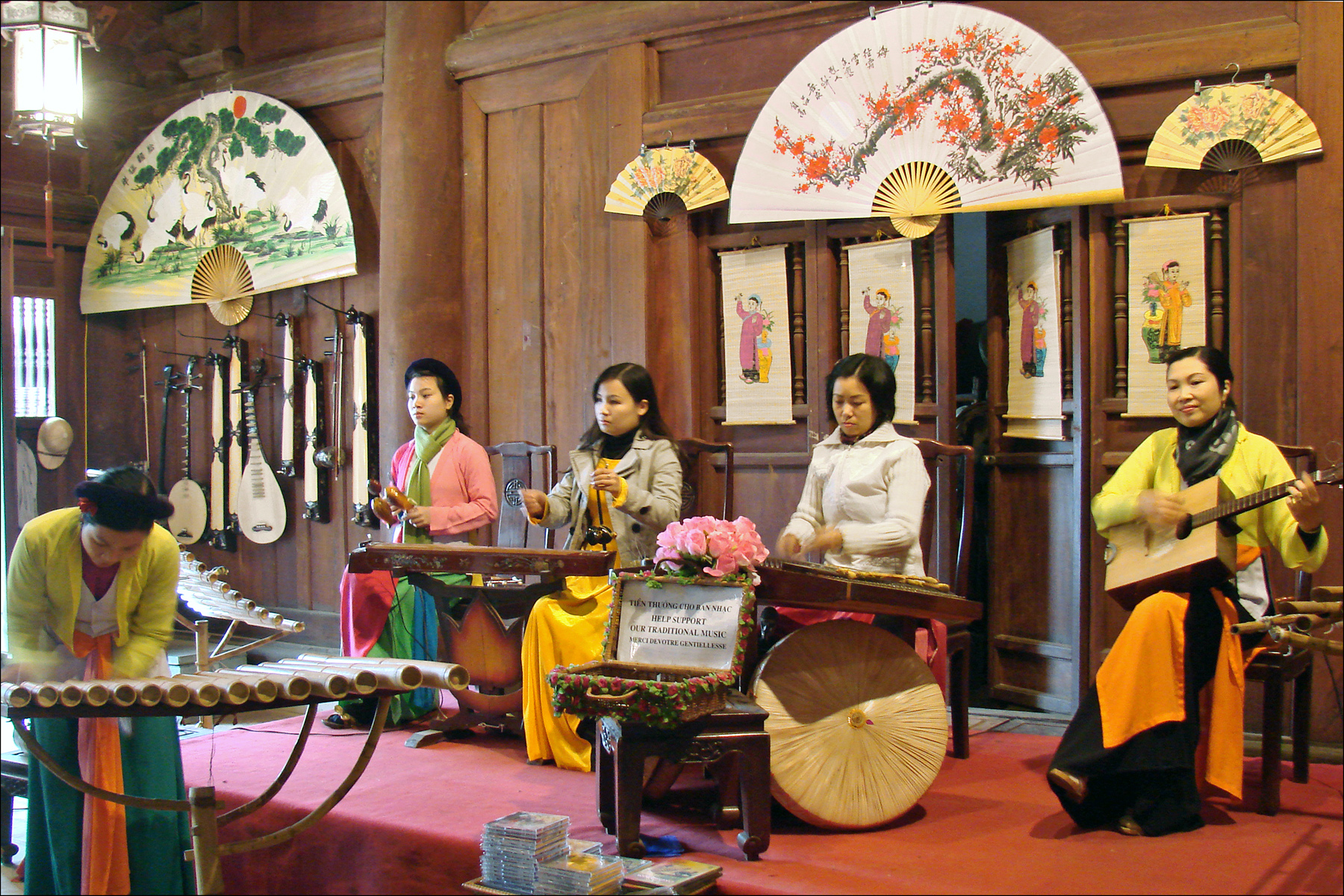
В'єтнамський традиційний оркестр виконує няняк у Храмі Літератури.

## Придворна музика В'єтнаму
В'єтнамська придворна музика виконувалася висококваліфікованими та досвідченими придворними музикантами на щорічних церемоніях, ювілеях, у дні релігійних свят, а також була присутня на різних урочистих заходах, таких як коронаціях, похоронах, офіційних прийомах. Окрім музикантів, участь у дійствах брала велика кількість придворних танцюристів (див. традиційний в'єтнамський танець). І ті, й інші були одягнені в химерні костюми під час своїх виступів. Більшість няняк, що поєднувалися із мистецтвом танцю присвячувалися побажанням довгого життя імператорам і процвітання їх володінь. Часто няняк виконували в храмах на честь богів і стародавніх вчених, зокрема, Конфуція. Спеціально для виконання няняк було побудовано кілька театрів, включаючи Зуеттхідионг [vi] в Хюе.
Витоки няняк — з китайської музики «яюе», японської ґаґаку та корейської Аак. Вона була завезена до В'єтнаму під час правління китайської династії Мін.

## Інструменти
До інструментів, які зазвичай використовуються у виконанні няняк включають кен боу (гарбузовий гобой), дан ті ба (грушоподібні лютні з чотирма струнами), дан нвіет (місяцеподібна 2 струнна лютня), дан там (обтянута шкірою басова лютня з трьома струнами), дан ні (двухструнний смичковий, що тримається вертикально), сао (також називається sáo trúc — бамбукова поперечна флейта), тронґ (барабан, грають палицями) та інші ударні інструменти.

## Розвиток під час династії Нгуєнів (1802-1945)
Вважається, що няняк дійсно досягла вершини свого розвитку при династії Нгуєнів. Саме вони стандартизували музику у В'єтнамі. Нгуєнські імператори оголосили няняк офіційною придворною музикою, і вона стала невід'ємною частиною масових ритуалів королівського палацу та інших дійств.

## Історія няняк після Нгуєнів (1946 - наш час)
Няняк була завезена до В'єтнаму при правлінні династії Мін у Китаї. Після повалення останньої у В'єтнамі династії Нгуєнів (1802-1945 рр.) музиканти, що виконували няняк, розсіялися по всій країні. До 1978 року не робилося жодної спроби щодо збереження цього мистецтва. Однак починаючи з 1980-х років уряд країни періодично влаштовує заходи, присвячені няняк, її почали пропагувати у школах, а в 2007 році ансамбль няняк супроводжував в'єтнамську делегацію президента Нгуєн Мінь Чієт у Японії, музиканти дали концерт в імператорському палаці.

## Поділ няняк
Придворну музику В'єтнаму поділяють на 2 напрямки. «Дайняк» (Đại nhạc, «велика музика») і «тьєуняк» (Tiểu nhạc, «мала музика», камерні композиції для розваги імператора). Ансамбль Дайняк складався більш ніж із сорока інструментів. Серед них були і дерев'яні духові (великий і середній гобої кен боу, буйволячий ріг), і струнні (смичкові та щипкові з різною кількістю струн, напр. дан ні), і ударні (барабани, кастаньєти з монетками). Група ударних у свою чергу поділялася на кам'яні, бронзові та шкіряні інструменти. Ансамбль тьєуняк був набагато меншим, там брали участь три різновиди інструментів: ударні, який-небудь аерофон і кілька струнних.

## ЮНЕСКО
Няняк зараз виконується у колишній столиці Хюе. Хюеська придворна музика (Nhã nhạc cung đình Huế) була визнана у 2003 році ЮНЕСКО як шедевр усної та нематеріальної спадщини людства. Загалом були зроблені значні зусилля для збереження цього воістину унікального і високорозвиненого мистецтва. 

## См. також
- Музика В'єтнаму[en]
- Кен Боу
- Традиційний в'єтнамський танець[en]
- Яюе[en]
- Ґаґаку
- Аак[en]
- Культура В'єтнаму
- Історія В'єтнаму

## Зовнішні посилання
- Сайт Hanoi ЮНЕСКО
- Сторінка ЮНЕСКО
- Няняк в Хюе

### Відео
- Traditional Vietnamese court music (укр. традиційна придворна в'єтнамська музика)
- Vietnam Folk music (укр. народна музика В'єтнаму) виконується у Хюе
- Lion Dance Royale Vietnam (укр. танець лева королівського В'єтнаму) у супроводі ансамблю няняк

    Світова спадщина    Історія реєстрації